# Bison Specialist Group

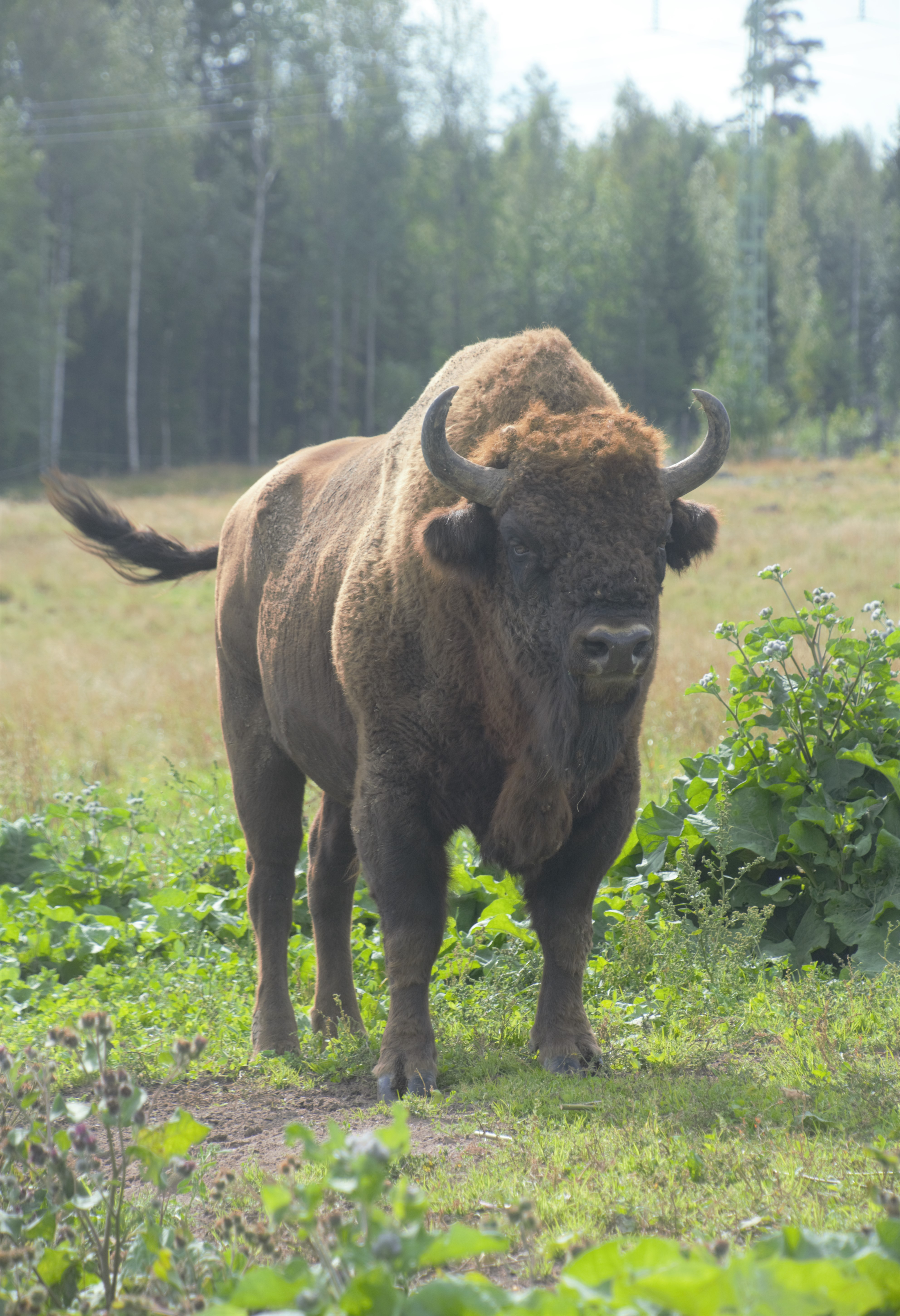
Visenttjur på avelsstationen Avesta visentpark

Bison Specialist Group är ett nätverk av europeiska och amerikanska specialister på visenter och bison, som arbetar för att åstadkomma livskraftiga stammar av visenter och bison.
Bison Specialist Grouo arbetar under International Union for Conservation of Natures (IUCN) Species Survival Comission. Den av Bison Specialist Grouos två delar, som arbetar med visenter, leds av Wanda Olech, som är professor i genetik och allmän djuruppfödning vid Warszawas lantbrukssuniversitet. Bison Specialist Group utarbetade 2004 riktlinjer för bevarande av visentpopulationer: Status survey and action plan – European bison.
Visentdelen av nätverket har medlemmar från Litauen, Polen, Rumänien, Ryssland, Slovakien, Spanien, Sverige, Tyskland, Ukraina och Vitryssland, och i gruppen ingår bland annat redaktörerna för Visentstamboken (European Bison Pedigree Book) samt från Sverige Tommy Svensson.